# RbAM Triunfo (R-23)
O RbAM Triunfo (R-23) é um rebocador de alto mar (RbAM) da  Classe Triunfo, operado pela Marinha do Brasil. O nome foi herdado do antigo rebocador RbAM Triunfo (R-3) que esteve a serviço da Armada entre 1945 e 1985.

## Construção
Foi construído no Estaleiro da Amazônia (ESTANAVE) em Manaus, em continuidade ao Programa de Reaparelhamento da Marinha por meio da construção de embarcações de guerra no país, com o propósito de incentivar a construção naval.
Construído pela ESTANAVE como "supply boat" com o nome de Sorocaba, para a PETROBRAS por contrato datado de 24 de Outubro de 1975. O casco encomendado foi transferido para  a Marinha do Brasil.
- Lançamento: 2 de setembro de 1979
- Incorporação: 23 de julho de 1986

Navega sob os lemas "Salvar no Mar" e "Conte Conosco".